# Karl Jordan Glatz
Karl Jordan Glatz (* 28. Januar 1827 in Rottweil; † 9. September 1880 in Wiblingen) war ein römisch-katholischer Priester und Historiker.

## Leben
Glatz war der Sohn des Uhrmachers Cajetan Glatz in Rottweil. Hier besuchte er das Obere Gymnasium. Sein Lehrer war unter anderen der Rottweiler Stadtchronist Heinrich Ruckgaber. Ab Herbst 1847 studierte er an der Universität Tübingen Theologie. Sein Lehrer in Kirchengeschichte war Karl Joseph von Hefele. Anschließend besuchte er das theologische Seminar in Rottenburg im ehemaligen Karmeliterkloster Rottenburg und wurde dort im Jahre 1852 zum Priester geweiht. Er wurde Vikar in Oberndorf am Neckar, kam dann nach Hechingen und wurde 1861 Kaplan in Frittlingen. 1867 wurde er Pfarrer in Neufra bei Rottweil. Im Jahr 1878 erhielt er die Pfarrstelle an der Pfarrkirche Wiblingen. Hier verstarb er im Sommer 1880 wohl infolge einer schweren Erkältung.

## Wirken als Historiker
Er veröffentlichte Arbeiten zur Geschichte in seiner Heimatumgebung. Er war unter anderem Mitglied im Verein für Geschichte und Naturgeschichte der Baar und angrenzenden Landesteile und Mitarbeiter des Freiburger Diözesan-Archivs. Er schrieb Aufsätze für die  Württembergischen Vierteljahrshefte für Landesgeschichte dem Vorgängerorgan der Zeitschrift für Württembergische Landesgeschichte des
Württembergischen Geschichts- und Altertumsverein. 

## Die Chronik des Bickenklosters
Im Jahr 1881 erschien im Litterarischen Verein Stuttgart, von ihm noch auf dem Krankenbett 1880 redigiert und nach seinem Ableben durch den Freund Barack das in den Druck gegebene Werk: Die Chronik des Bickenklosters von Villingen mit der Lebensgeschichte der Äbtissin Ursula Haider aus dem Kloster Valduna geschrieben im Jahr 1637 von Juliana Ernstin Äbtissin im Bickenkloster bis 1641. Die Chronik gibt heute ein Zeugnis von der tiefen Frömmigkeit der in der Klausur lebenden Schwestern.

## Ehrungen
Er erhielt Goldmedaillen vom Kaiser und der Fürsten zu Hohenzollern.

## Schriften (Auswahl)
- Johann von Dürbheim, Bischof von Straßburg. In: Katholisches Kirchenblatt für die Diöcese Rottenburg, 1866.
- Geschichte der Landgrafen von Lupfen-Stühlingen. In: Schriften des Vereins für Geschichte und Naturgeschichte der Baar, Band 1 (1870), S. 1–124 (Digitalisat bei baarverein.de).
- Regesten zur Geschichte der vormaligen Reichsstadt Rottweil und des oberen Schwarzwaldes In: Neue Mittheilungen des Archäologischen Vereins zu Rottweil; 1873
- Regesten zur Geschichte des Grafen Hans I. von Lupfen, Landgrafen von Stühlingen, Herrn von Rappoltstein und Hoheneck im Elsaß ein Beitrag zur Quellenkunde der Geschichte des Kaisers Sigmund. In: Zeitschrift der Gesellschaft für Beförderung der Geschichts-, Alterthums- und Volkskunde zu Freiburg. Gesellschaft für Beförderung der Geschichtskunde zu Freiburg (Hrsg.) Jg. 3, 1873/74 (Edition von 367 Urkunden)
- Geschichte des Klosters Alpirsbach auf dem Schwarzwalde nach Urkunden bearbeitet. Strassburg, Trübner 1877 (PDF-Datei)
- Geschichte der Herrschaft Hohenkarpfen in der Wirtembergischen Baar In: Neue Mittheilungen des Archäologischen Vereins zu Rottweil; 1878
- Zur Geschichte Hugo's von Landenberg Bischofs zu Constanz. In: Freiburger Diözesan-Archiv Band 9, 1879
- als Herausgeber: Juliane Ernstin: Chronik des Bickenklosters zu Villingen 1238 bis 1614 (= Bibliothek des Litterarischen Vereins Band 151). Tübingen 1881 (PDF-Datei auf Commons; erschien posthum durch den Freund, Karl August Barack).